# Gare d'Esch-sur-Alzette
Ne doit pas être confondu avec Gare d'Esch ou Gare d'Esches.
La gare d'Esch-sur-Alzette est une gare ferroviaire luxembourgeoise de la ligne 6a, de Bettembourg à Esch-sur-Alzette, située à proximité du centre-ville d'Esch-sur-Alzette, dans le canton d'Esch-sur-Alzette.
Elle est mise en service en 1860 par la Compagnie des chemins de fer de l'Est, exploitant du réseau de la Société royale grand-ducale des chemins de fer Guillaume-Luxembourg (GL). C'est une gare de la Société nationale des chemins de fer luxembourgeois (CFL).

## Situation ferroviaire
Établie à 297 mètres d'altitude, la gare de bifurcation d'Esch-sur-Alzette est située au point kilométrique (PK) 9,504 de la ligne 6a, de Bettembourg à Esch-sur-Alzette, après la gare de Schifflange et l'aboutissement, au PK 15,768, de la ligne 6f de Pétange à Esch-sur-Alzette, après les gares de Belval-Usines (marchandises) et de Belval-Université (voyageurs).
Elle est également l'origine de la courte ligne d'Esch-sur-Alzette à Audun-le-Tiche (ligne 6e côté luxembourgeois), dont la seule autre gare est le terminus d'Audun-le-Tiche en France.

## Histoire
La station d'Esch-sur-Alzette est mise en service le 23 avril 1860 par la Compagnie des chemins de fer de l'Est, exploitant du réseau de la Société royale grand-ducale des chemins de fer Guillaume-Luxembourg, lors de l'ouverture à l'exploitation de la ligne de Bettembourg à Esch-sur-Alzette. Cette première gare dispose d'un bâtiment construit en 1859 rue Saint-Antoine.
Un nouveau bâtiment est construit en 1879, à l'emplacement de la gare actuelle.

La gare vers 1900
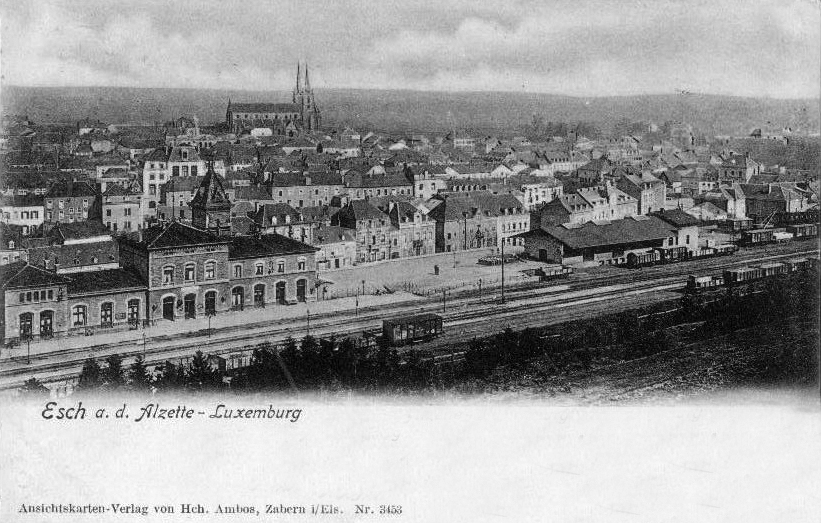
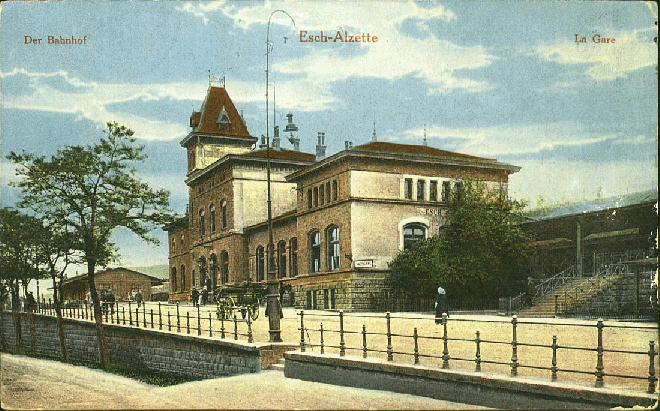

Au début des années 1950, elle est une des plus importantes gares du Luxembourg, elle emploie 175 agents et gère quotidiennement environ 1 500 wagons, cela nécessite sa modernisation. Un projet pour une nouvelle gare centrale est publié en 1952. Une nouvelle gare marchandise est ouverte en 1958 et un nouveau bâtiment voyageurs est mis en service en 1959.

La gare en 2011
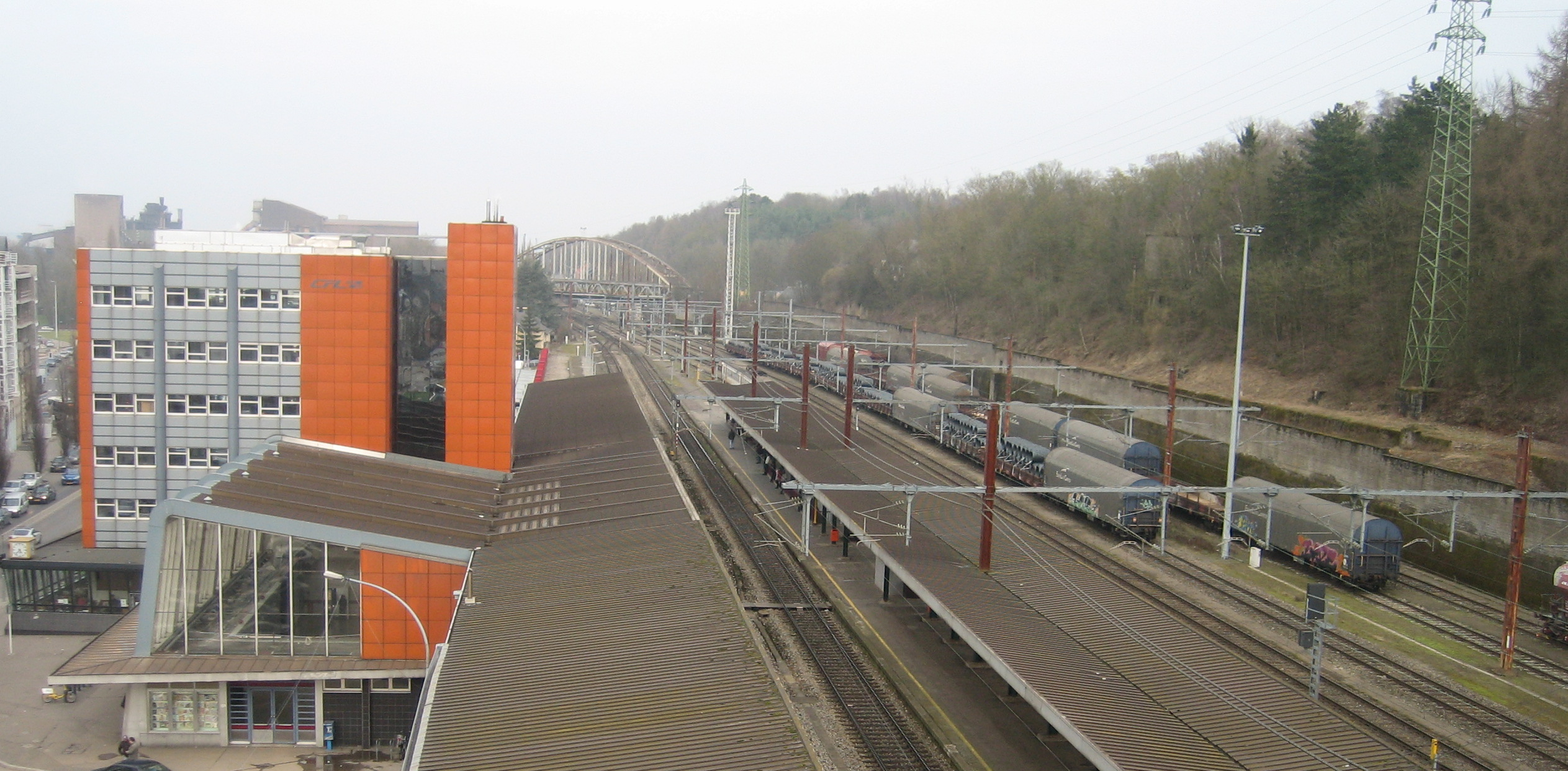
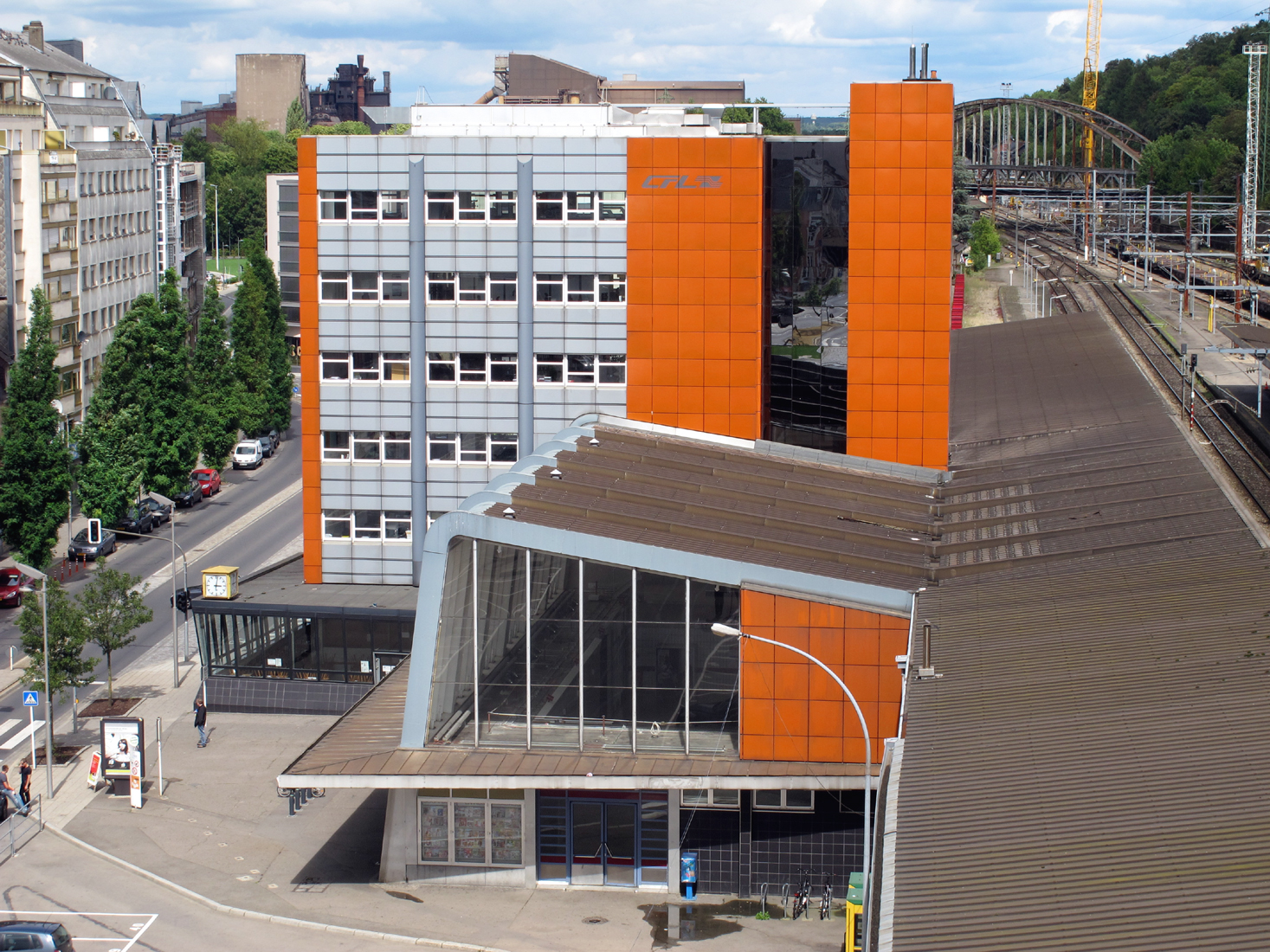

En 2014, le chantier de construction d'un nouveau bâtiment voyageurs débute par la démolition de celui de 1959 au mois de décembre.

## Service des voyageurs

### Accueil
Gare CFL, elle dispose d'un bâtiment voyageurs, avec guichet géré par le TICE et salle d'attente. Des services sont proposés, notamment l'enregistrement des bagages et un guichet des objets trouvés. Le passage d'un quai à l'autre se fait par un souterrain équipé d'ascenseurs. Un automate permet l'achat de titres de transport.

### Desserte

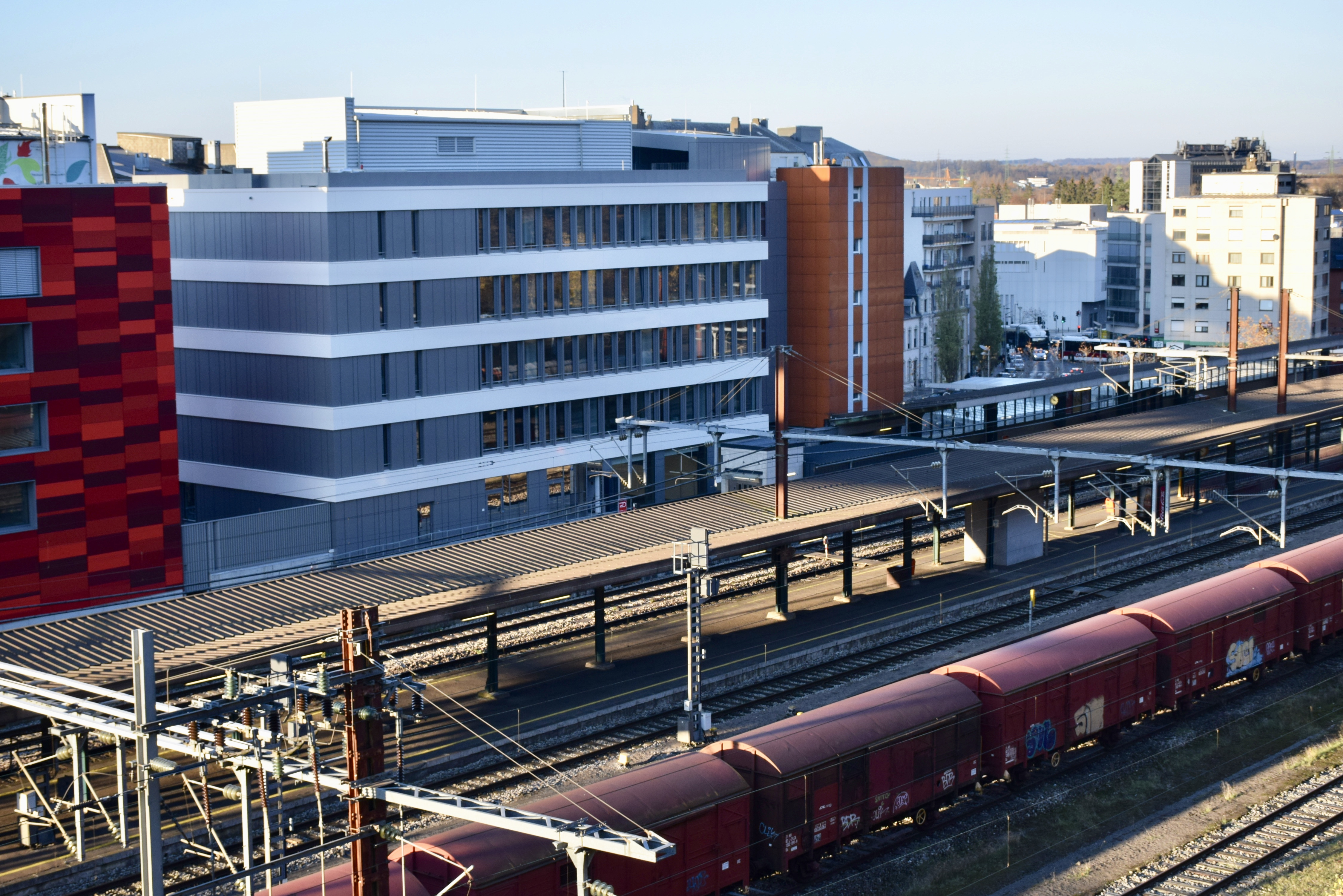
Voies et quais en 2018.

Esch-sur-Alzette est desservie par des trains Regional-Express (RE) et Regionalbunn (RB) qui exécutent les relations suivantes, :
- Luxembourg - Rodange ;
- Esch-sur-Alzette - Audun-le-Tiche ;
- Troisvierges - Luxembourg - Rodange.

### Intermodalité
Un parc pour les vélos (6 places) et un parking pour les véhicules y sont aménagés. Une gare routière se situe juste devant la gare. La gare est desservie par de nombreuses lignes du transport intercommunal de personnes dans le canton d'Esch-sur-Alzette, dont elle constitue le principal pôle de correspondances du réseau : 1, 2, 3, 4, 5, 7, 12, 13, 15 et 17. Elle est aussi desservie par les lignes 551, 603, 641, 642, 650 et 691 du Régime général des transports routiers.
La gare est aussi desservie par la navette communale « Gaalgebus », qui permet d'accéder au parc du Gaalgebierg.
Une station du service d'autopartage Flex y est implantée.

## Gare marchandises
Depuis sa création la gare a une importante activité marchandises. En 2014 c'est un terminal fret intermodal et une gare de formation.